# Tigidius Perennis
Sextus Tigidius Perennis († etwa 185/186 in Rom) war ein römischer Prätorianerpräfekt zur Zeit des Kaisers Commodus. Er erlangte eine außergewöhnliche Machtstellung, unterlag aber im Machtkampf mit Cleander, der ihn auf Befehl des Kaisers hinrichten ließ.

## Leben
Perennis war höchstwahrscheinlich bereits unter Marcus Aurelius Mitglied im kaiserlichen Kronrat (consilium) gewesen und hatte schon 180 zu den engsten Beratern des jungen Commodus gehört. Er wurde 182 nach der Hinrichtung des Paternus zum alleinigen Prätorianerpräfekten ernannt. Paternus war bei Commodus in Ungnade gefallen, weil er dessen Günstling Saoterus wegen dessen fragwürdiger Verwicklung in die Verschwörung der Lucilla und des Quadratus hatte hinrichten lassen. Möglicherweise war Perennis auch bereits gemeinsam mit Paternus Prätorianerpräfekt gewesen.
Der Historia Augusta zufolge überließ Commodus dem Präfekten weitgehend die Regierungsgeschäfte, um sich seinen Vergnügungen hingeben zu können. Herodian beschreibt, wie Perennis aus dem Misstrauen des Kaisers gegen den Senat Kapital schlug, indem er mehrere mächtige Senatoren beseitigen und deren Güter einziehen ließ. Perennis bedachte die Truppen mit großzügigen Geldgeschenken und verschaffte seinen Söhnen einflussreiche Militärposten.
Perennis machte sich jedoch offenbar insbesondere durch eine Reihe von unpopulären Personalentscheidungen bei den Legionen unbeliebt und verlor schließlich die Unterstützung des Kaisers. Unter dem Vorwand, eine Verschwörung gegen Commodus geplant zu haben, wurde Perennis etwa 185/6 auf Betreiben des Freigelassenen Cleander hingerichtet, der in der Folge zum De-facto-Regenten aufstieg.